# Churchilllaan (Leiden)
De Churchilllaan is een belangrijke stadsweg in de Nederlandse stad Leiden en onderdeel van de regionale weg N206.
De weg heeft over de gehele lengte twee rijstroken per rijrichting en een groene middenberm. Samen met de Vijf Meilaan vormt de weg het assenkruis van de wederopbouwwijk Leiden Zuidwest. Nabij de kruising van beide wegen zijn de belangrijkste voorzieningen geconcentreerd, zoals het winkelcentrum de Luifelbaan.
In het kader van de discussie omtrent de toekomstige RijnlandRoute werd door een burgercollectief een ondergronds tracé onder de Churchilllaan aangedragen als alternatief voor een verbinding langs de stadsrand (Stevenshof) en door Voorschoten, de zogenaamde Churchill Avenue.